# Lobellina fusa
Lobellina fusa is een springstaartensoort uit de familie van de Neanuridae. De wetenschappelijke naam van de soort werd voor het eerst geldig gepubliceerd in 2018 door Jiang, Wang en Xia.